# Эсте (река)
Эсте (нем. Este) — река в Германии, протекает по земле Нижняя Саксония. Площадь бассейна реки составляет 364,2 км². Длина реки — 63,6 км. Приток Эльбы. На реке расположен замок Холленштедт, возможно, известный с 804 года.
Плаванье по верхнему течению реки запрещено с 2002 года, далее на участке от дороги K40 до города Букстехуде разрешается плаванье только небольшим каякам по течению в дневное время.
Букстехуде известен искусственным портом, созданным на реке Эсте внутри городских стен, возможно, древнейшим из подобных сооружений в Северной Европе.